# تملالت (أولاد داحو)
تملالت هو دُوَّار يقع بجماعة أولاد دحو، عمالة إنزكان آيت ملول، جهة سوس ماسة في المملكة المغربية. ينتمي الدوّار لمشيخة أولاد داحو التي تضم 14 دوار. يقدر عدد سكانه بـ 941 نسمة حسب الإحصاء الرسمي للسكان والسكنى لسنة 2004.

## روابط خارجية
- البوابة الوطنية للجماعات الترابية نسخة محفوظة 12 مارس 2018 على موقع واي باك مشين.
- المندوبية السامية للتخطيط